# 河野大
河野 大（かわの だい、1988年6月27日 - ）は、徳島県小松島市出身のボートレーサー。登録第4704号。身長162cm。血液型B型。110期。徳島支部所属。同期に上條暢嵩、三浦敬太、村上遼らがいる。

## 来歴
- 徳島県立富岡西高等学校卒業
- 中央大学卒業後、やまと競艇学校に入学。リーグ戦勝率5.25（準優出2 優出2）の成績を残した。
- 2012年3月17日、選手登録。
- 2012年5月3日からボートレース鳴門で開催された 一般戦「第22回日本モーターボート選手会会長杯」初日第1Rでデビュー[1]。（5着）
- 2012年12月20日からボートレース鳴門で開催された 一般戦「ありがとう2012カップ」初日第1R、デビュー61走目で初勝利[2]。
- 2013年7月1日からボートレース芦屋で開催された 一般戦「アシ夢テラスオープン3周年記念」デビュー初優出[3]。（6着）
- 2015年2月10日からボートレース丸亀で開催された G1「第58回四国地区選手権初日第4RでG1初出走[4]。（転覆失格）翌2日目（2月11日）第2Rで1号艇1コースからイン逃げを決めてG1初勝利[5]。
- 2018年8月12日からボートレース鳴門で開催された 一般戦「第51回渦王杯（お盆シリーズ）」6日目（最終日）第12R優勝戦において4コースから豪快にまくってデビュー初優勝[6]。
- 2019年2月10日からボートレース鳴門で開催された G1「第62回四国地区選手権」においてG1初優出。迎えた6日目（最終日）第12R優勝戦でも勢いそのままに、1周1マークでインの重成一人と、3コースからまくっていった市橋卓士が競り合った内を4コースから的確にまくり差し、G1初優出・初優勝の偉業を達成した[7]。なお、この優勝で出場権を獲得したSGボートレースクラシックはフライング休みのため、出場できなかった[8]。
- 2019年5月26日からボートレース鳴門で開催された 一般戦「第20回日本財団会長杯」4日目（最終日）第12R優勝戦において1コースからイン逃げで3回目の優勝[9]を果たす。

## 人物・エピソード
- デビュー初出走、初勝利、初優勝、そしてG1初優出・初優勝をすべて地元である鳴門で達成している。また、デビューから3回続けて優勝したのも鳴門である。
- ボートレーサーではあまり多くない大卒、しかも名門・中央大学出身であるが、在学中に偶然にも116期の田中宏樹と意気投合。田中をレーサーの道へいざなった[10]。
- 好きな食べ物は徳島ラーメン。

## 戦績
- 出走回数：1905回
- 1着回数：375回
- 優出回数：31回
- 優勝回数：3回
- G1出走回数：70回
- G1優出回数：1回
- G1優勝回数：1回
- フライング(F)回数：13回
- 出遅れ(L)回数：0回
- 通算勝率：5.55
- 2連対率：36.38
- 3連対率：55.07
- 生涯獲得賞金：149,532,333円